# カシオ・データバンク

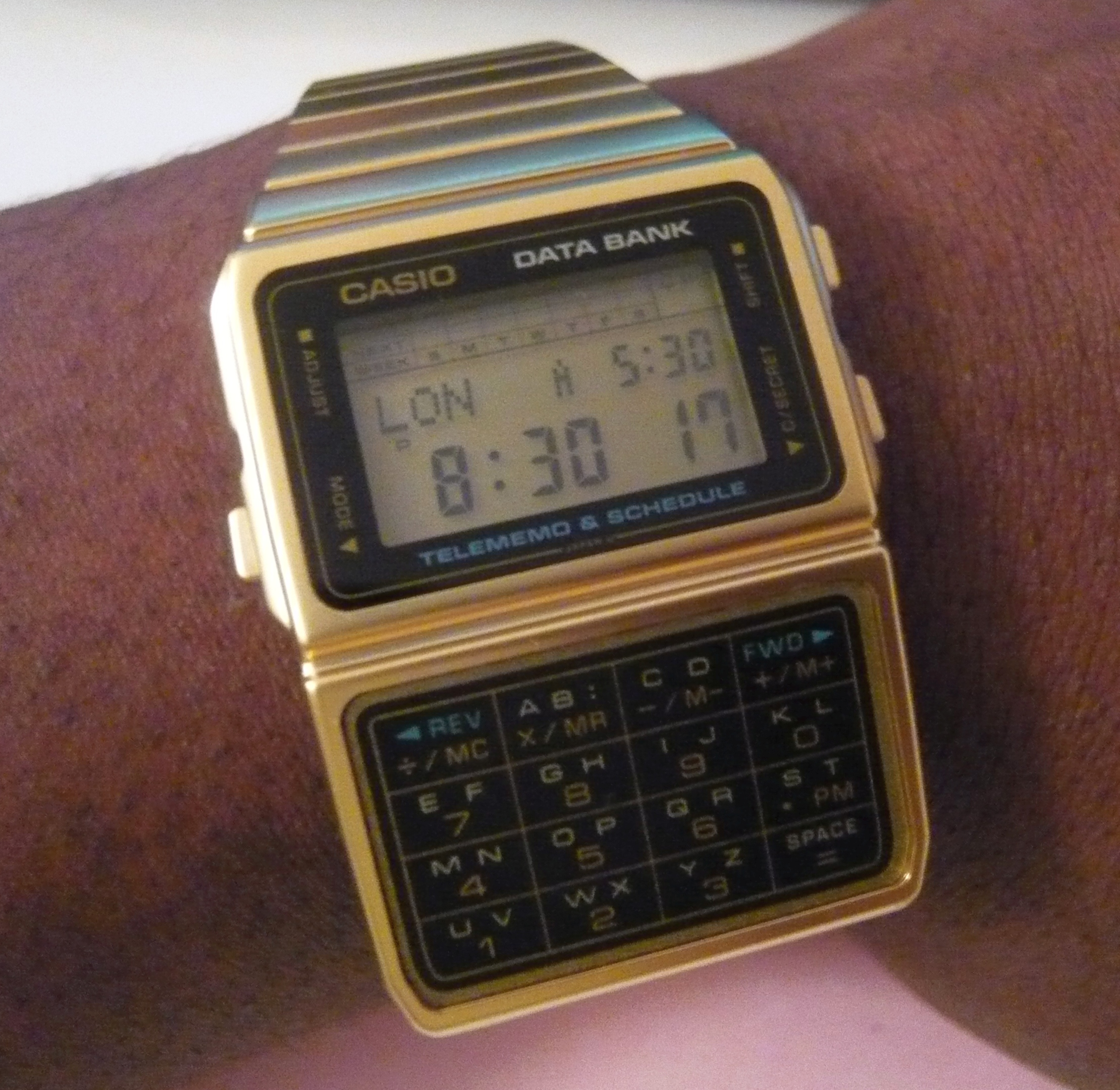
カシオ・データバンクの実物

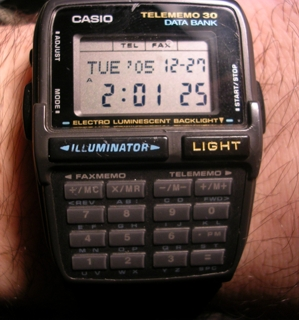
カシオ・データバンク DBC-30-1（拡大版）

カシオ・データバンク（英語: CASIO DATABANK）とは、カシオ計算機が開発・発売した腕時計のブランド。

## 概要
腕時計の時計機能以外に、電話番号や電子メールアドレスを記録・貯蔵するメモリー機能が付いている。機種によっては電話帳メモ機能、スケジュール機能、URLメモ機能など、10件～最大300件（国内モデル）など機種によって記憶できる件数と内容が異なった。
もともと計算機の販売メーカーだったカシオは、1983年に最初の電子手帳を発売。
その翌年の1984年1月に腕時計型電話帳機能搭載のデータバンクCD-40-1/CD-401-1を発売開始。当時は電話帳不要のウォッチとして発売された。当時はメモリー10件だった。
すぐにDB-500シリーズなどでメモリー50件に増加、DB-1000シリーズで手書き文字認識機能が搭載された。1984年だけでも、日本国内で10機種が発売された。

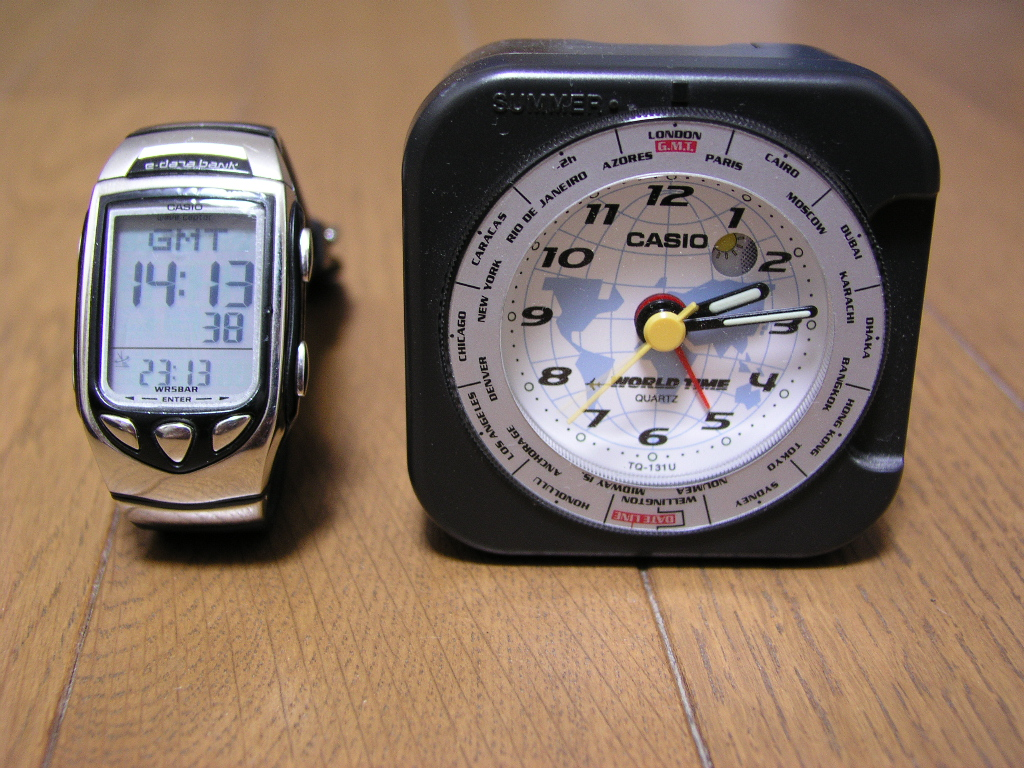
電波時計・世界時計機能付き e-データバンク（左）

他にも電卓機能や、列車の時刻表管理機能、電波時計データバンク、写真撮影データバンク、音声録音データバンク、デジタルアナログモデル、キッズ用データバンク、光通信可能モデルなど搭載した様々なモデルが過去に発売された。
ボタンがないタッチパネルデータバンク、漢字変換できる漢字データバンクなども存在した。
他にもショップコラボレーション限定モデルや、スケルトンが流行った時期には限定モデルが多数発売。
毎年データバンク新モデルが発売されて、1984年から1997年まで国内モデルで約340機種が発売。
その後も毎年新モデルの発売、海外専用モデルやショップ限定モデルなど発売されており、2016年時点でも日本では2機種が継続販売されている。
データバンクは腕時計型コンピューターとしていち早く登場したが、その位置には、その後、スマートウォッチが登場している。
現在は、ファッションアイテムとしても愛用されている。

## 大衆文化におけるデータバンク

### 映画
- バック・トゥ・ザ・フューチャー　主人公のマーティが身に付けている。